# پینه‌برگ
پینه‌برگ (به آلمانی: پینبرگ) یک شهر در آلمان است که در پینه‌برگ واقع شده‌است.

## خصوصیات
پینه‌برگ ۴۲٬۳۰۱ نفر جمعیت دارد.

## خواهرخوانده
شهرهای راکویل، مریلند، Primorsk و پرلبرگ خواهرخوانده‌های پینه‌برگ هستند.